# 特定情報提供役務
特定情報提供役務（とくていじょうほうていきょうえきむ）とは、「インターネット異性紹介事業を利用して児童を誘引する行為の規制等に関する法律」（出会い系サイト規制法）の施行規則第5条3項で定義される、
異性紹介事業を営む事業者の役務のこと。

## 定義
1. 異性交際希望者の求めに応じ、次に掲げる情報（以下「特定情報」という）をインターネットを利用して公衆が閲覧することができる状態に置いてこれに伝達する役務
イ．異性交際希望者と他の異性交際希望者が出会うために指定する日時及び場所に係る情報
ロ．住所、電話番号、電子メールアドレスその他の連絡先に係る情報
2. 異性交際希望者の求めに応じ、他の異性交際希望者からの特定情報をインターネットを利用して公衆が閲覧することができる状態に置いて当該求めに係る異性交際希望者に伝達する役務
3. 異性交際希望者が電子メールその他の電気通信を利用して他の異性交際希望者に特定情報を伝達することができるようにする役務

## 解説
異性紹介事業者は、利用者に対して特定情報提供役務（以下1から3の役務）の提供を行なう時には、規則第5条１項に定められた方法により利用者の年齢を確認しなければならない。
1. 公衆が閲覧できる電子掲示板に特定情報を書き込ませる時
2. 上記1によって公衆が閲覧出来る電子掲示板に書き込まれた特定情報を他の利用者が閲覧できるようにする時
3. 利用者が他の利用者に対して電子メールなどで特定情報を伝達しようとする時

このように、利用者どうしがお互いの連絡先を交換し、会うための場所および日時を約束する時に規則第5条１項による年齢確認を義務付ける内容となっている。

## 補足
（規則第5条1項による年齢確認の方法）＜要約＞
1. 運転免許証、国民健康保険証などの証明書を撮影した画像をサイト運営者に送信する方法
2. クレジットカードによる利用料金の支払いによる方法

（「特定情報」についての補足）
施行規則第5条3項に定義される「特定情報」について、イとロの２つを挙げているが、イおよびロなのか、イまたはロであるのかが明確にされていない点に留意されたい。すなわち、連絡先と会う場所と日時の情報が含まれている情報のことを「特定情報」というのか、若しくは、連絡先のみであっても「特定情報」に該当するのかということである。
因みに、唯一の逐条解説本「出会い系サイト規制法」(福田正信 共著)によると、特定情報は、「イ並びにロ」（連絡先+会うための場所+日時）と解説されている。